# Livia d'Arco
Livia d'Arco (c. 1565-1611) fue una cantante italiana en la corte de Alfonso II de Este en Ferrara. Fue enviada allí con la casa de Margarita Gonzaga d'Este en el momento del matrimonio de esta con Alfonso en 1579, y era una mujer joven en ese momento, alrededor de los quince años. Livia era hija de un noble menor de Mantua y quizás fue enviada a la corte de Ferrara debido a su potencial musical. Cuando llegó, comenzó a estudiar violín con Luzzasco Luzzaschi e Ippolito Fiorini. Tras unos años de estudio, se incorporó con Laura Peverara, Tarquinia Molza y Anna Guarini para formar el Concerto delle donne. El primer registro de su canto con ellas fue en 1582. Como los demás miembros del grupo, se escribieron poemas en su honor, específicamente por Torquato Tasso y Angelo Grillo bajo el seudónimo de Livio Celiano. En 1585 se casó con el conde Alfonso Bevilacqua.